# Денисовка (Липецкая область)
Дени́совка — село Урусовского сельсовета Чаплыгинского района Липецкой области.
Известно с середины XIX века. Название произошло от фамилии Денисов.
В имении Денисовка в детстве жил поэт Л. П. Радин. Здесь, у своего племянника Д. М. Бунина жила и 4 декабря 1829 года умерла поэтесса А. П. Бунина. Одной из наследниц Бунина это имение было передано Раненбургскому мужскому монастырю.
В селе есть дендрологический памятник природы — парк.

## Население
| 2010 |
| ---- |
| 0    |